# 178P/Hug-Bell
La comète Hug-Bell, officiellement 178P/Hug-Bell, est une comète périodique du système solaire, découverte le 10 décembre 1999 par Gary Hug et Graham E. Bell.